# Claudecir Aparecido de Aguiar
Claudecir Aparecido de Aguiar (sinh ngày 15 tháng 10 năm 1975) là một cầu thủ bóng đá người Brasil.

## Sự nghiệp câu lạc bộ
Claudecir Aparecido de Aguiar đã từng chơi cho Kashima Antlers.

## Thống kê câu lạc bộ

### J.League
| Đội             | Năm       | J.League | J.League | J.League Cup | J.League Cup | Tổng cộng | Tổng cộng |
| Đội             | Năm       | Trận     | Bàn      | Trận         | Bàn          | Trận      | Bàn       |
| --------------- | --------- | -------- | -------- | ------------ | ------------ | --------- | --------- |
| Kashima Antlers | 2003      | 8        | 2        | 0            | 0            | 8         | 2         |
| Tổng cộng       | Tổng cộng | 8        | 2        | 0            | 0            | 8         | 2         |